# Communauté de communes de la Vallée des Entremonts
Ne doit pas être confondu avec Vallée des Entremonts.
La communauté de communes de la Vallée des Entremonts était une communauté de communes française, située dans les départements de la Savoie et de l'Isère et la région Rhône-Alpes. Elle est, depuis le 1er janvier 2014, regroupée dans la nouvelle Communauté de communes Cœur de Chartreuse.
Elle tirait son nom de la vallée des Entremonts.

## Composition
La Communauté de communes de la Vallée des Entremonts, d'une superficie de 94 km2, était composée de quatre communes, trois situées dans la Savoie et une dans l'Isère (Saint-Pierre-d'Entremont) 
.
| Nom                              | Code Insee | Gentilé       | Superficie (km2) | Population (dernière pop. légale) | Densité (hab./km2) |
| -------------------------------- | ---------- | ------------- | ---------------- | --------------------------------- | ------------------ |
| Saint-Pierre-d'Entremont (siège) | 73274      | Samperreins   | 18,36            | 410 (2014)                        | 22                 |
| Corbel                           | 73092      | Corbelins     | 10,31            | 156 (2014)                        | 15                 |
| Entremont-le-Vieux               | 73107      | Entremondants | 33,01            | 656 (2014)                        | 20                 |
| Saint-Pierre-d'Entremont         | 38446      | Samperreins   | 32,31            | 549 (2014)                        | 17                 |

## Historique
Elle est, depuis le 1er janvier 2014, regroupée dans la "nouvelle" Communauté de communes Cœur de Chartreuse.